# Kumiko Ogura
Kumiko Ogura (jap. 小椋久美子 Ogura Kumiko; ur. 5 lipca 1983 w Kawagoe) – japońska badmintonistka.